# Los Cantores del Alba
Los Cantores del Alba es un conjunto folclórico argentino surgido de Salta en 1958. El grupo se formó a instancias de Pajarito Velarde y fue integrado inicialmente por Tomás "Tutú" Campos, Gilberto Vaca, Javier Pantaleón,  y Alberto González Lobo. El gran Jorge Cafrune sustituye a González Lobo, pero durante muy poco tiempo, para luego ser reemplazado por Horacio Aguirre, quien queda consolidado en la agrupación principal. 
Está considerado como uno de los más importantes grupos de la historia de la música folklórica de Argentina y en 1982 fueron declarados patrimonio cultural de la provincia de Salta. Publicaron 38 álbumes oficiales originales, el último de ellos en 1996. Entre las canciones más conocidas aportadas al cancionero argentino se encuentran "El que toca nunca baila" (Horacio Aguirre-Hugo Alarcón), "Serenata otoñal" (Horacio Aguirre-José Gallardo), "Carpas salteñas" (Juan José Sola).

## Trayectoria
Los Cantores del Alba forman un grupo folklórico argentino que nació en noviembre del año 1958 en la casa de pajarito Velarde. Tomás Tutú Campos, Gilberto Vaca, Javier Pantaleón y Alberto González Lobo. Su creación se debió a que Tomás Tutú Campos y Rafael Alfredo, el Mapu, Alonso, siempre acompañados por sus amigos el Chango Ledesma, Lorenzo Ti y Gilberto Vaca se habían desvinculado de Las Voces de Huayra, conjunto con el cual se habían iniciado en 1956 junto a Jorge Cafrune, Luis Rodríguez, Luis Valdéz, También estuvo José Sauad que alternaba con Gilberto Vaca. Ante la misma aparecen dos nuevos integrantes: Javier Pantaleón y Alberto González Lobo.
El nombre "Los Cantores del Alba" surgió a través de la propuesta de una turista estadounidense por una copla que ellos mismos habían inventado:

Las aves cantan al alba
yo canto al amanecer
ellas cantan porque saben
yo canto para aprender

y también canto Nicolas Verardo Espinosa en su comienzo en el barrio de donde todo salió los Cantores del Alba.
En 1959 y 1960, grabaron sus dos primeros álbumes. Luego de ello Alberto González Lobo fue reemplazado por Horacio Aguirre en segunda voz y primera guitarra.
A poco de su formación obtuvieron el éxito nacional, sobre la base de un estilo de expresividad fuerte, muy exitoso en las presentaciones en vivo, sin arreglos excesivamente virtuosos, con un canto específicamente salteño en las voces (altas y desgarradas), pero abarcando varios géneros.
En 1965 se retiró su primera voz Tomás Tutú Campos, que continúa su carrera como solista con la orquesta de Waldo de Los Ríos y con guitarras de Remberto Narváez y Luis Amaya entre otros, para ser sustituido por Santiago Gregorio Escobar, apodado el Pila Escobar, proveniente de Los Gauchos de Güemes, afirmando así el acento regional. Con Escobar grabaron los álbumes Salta Carpera, Más Cantores y Cantemos Folklore con el Coro Infantil del Teatro Colón, entre otros.
En septiembre de 1968, siempre conservando su estilo, grabaron el primero de sus seis álbumes de Valses y Serenatas, integrado con diez temas del Pila Escobar y dos de Tomás Tutú Campos, que había regresado al conjunto. De esa placa es "Serenata otoñal", un clásico del cancionero folklórico argentino. Hasta 1975 grabaron seis placas de valses y serenatas, con éxitos como “Adiós Adiós, “Pajarillo”, “La lancha del amor”, “Cuando llora mi guitarra “ y “Nuestro Juramento” entre otros.
Es en 1970 realizaron su primera gira por Europa, visitando países como España, Francia e Inglaterra. En este último país fueron considerados como el mejor grupo de música extranjera y grabaron para la BBC de Londres un especial junto a Los Rolling Stones. En 1974 graban el álbum Yo soy el cantor del alba, con glosas de Hugo Alarcón.
En 1975 el cancionero del grupo tomaría un giro inesperado al incluir en su repertorio a la música mexicana, iniciando la serie de cuatro álbumes Entre gauchos y mariachis grabados entre 1975 y 1977. Se trataba de un desafío estilístico y comercial, ya que era un hecho sin antecedentes que un conjunto de música folklórica argentina, interpretara canciones populares mexicanas. El éxito sin embargo fue notable, versionando canciones clásicas del país de los mariachis, como "Malagueña", "Llegó borracho el borracho", "A orillitas del río", "Rancho Alegre", "Tata Dios", "Yo… el aventurero", "Zandunga",  entre otros.
El 31 de julio de 1978, falleció Javier “Pato” Pantaleón, en un accidente automovilístico sucedido a 25 km de Rosario de la Frontera. César Perdiguero escribió una zamba en su memoria, "El ángel del bagualero", que contiene estos versos:

Nadie sabe que baguala
le habrá brotado esa noche
cuando se iba con el ángel
que lo hizo cantor al hombre.
"El ángel del bagualero" (César Perdiguero)

Pantaleón fue reemplazado por Hugo Cabana Flores, con quien el grupo grabó ocho álbumes, en los que se incluyen éxitos como "Baguala en fuga de pena", "En cada esquina un cantor", "Padre vino", "Que nunca falte esta zamba", "La parranda larga", etc. En 1982 se retira Cabana Flores, reemplazándolo Carlos Brizuela, exintegrante de Los Nocheros de Anta.
En 1986 lanzaron América canta en Salta, pero ese mismo año, el 7 de noviembre murió Gilberto Vaca. Extrañamente, tres días antes, el 4 de noviembre, había fallecido el Nene Vaca, su hermano, integrante del dúo Martínez-Vaca; el Charango Martínez, entonces, se integró a Los Cantores del Alba en reemplazo de Gilberto Vaca.
El 25 de abril de 1992 falleció Horacio Aguirre, creador de muchos de los mayores éxitos del grupo, como “El que toca nunca baila”, “Serenata otoñal”, “Que nunca falte esta zamba”, “Tócamelo una chacarera”. Fue reemplazado por "Julio Argañaraz", en 1991 en forma definitiva ya que desde 1985 realizaba suplencias en el grupo, propuesta realizada en una reunión por Gilverto vaca y Tomas Campos en el Bochin Club de la calle Rivadavia y Avda.Sarmiento en 1985 año en que operaron del corazón a Horacio Aguirre.Quien podría contar y enrriquecer más lo escrito es El Poncho Britos cantor del conj. Los ponchos Salteños y amigo de tomas campos ya que juntos llegaron hasta la casa de Argañaraz para invitarlo a dicha reunion.   proveniente de Los pregoneros y las voces del alba, siendo fundador de ambos conjuntos.
Formaciones del conjunto
| 1958-1959 | Tutu Campos      | Alberto Gonzales Lobo | Javier Pantaleón   | Gilberto Vaca     |
| 1959-1965 | Tutu Campos      | Horacio Aguirre       | Javier Pantaleón   | Gilberto Vaca     |
| 1965-1968 | Santiago Escobar | Horacio Aguirre       | Javier Pantaleón   | Gilberto Vaca     |
| 1968-1978 | Tutu Campos      | Horacio Aguirre       | Javier Pantaleón † | Gilberto Vaca     |
| 1978-1983 | Tutu Campos      | Horacio Aguirre       | Hugo Cabana Flores | Gilberto Vaca     |
| 1983-1986 | Tutu Campos      | Horacio Aguirre       | Carlos Brizuela    | Gilberto Vaca †   |
| 1986-1991 | Tutu Campos      | Horacio Aguirre       | Carlos Brizuela    | Charango Martinez |
| 1991-1994 | Tutu Campos      | Julio Argañaraz       | Carlos Brizuela    | Charango Martínez |
| 1994-1995 | Tutu Campos      | Julio Argañaraz       | Carlos Brizuela    | Pascual Huanca    |
| 1995-2001 | Tutu Campos †    | Enrique Vilca         | Pedro Yanci        | Pascual Huanca    |

Entre los muchos logros de Los Cantores del Alba, se cuentan, “Mástil de Oro” en 1965, por ser el conjunto de mayor calidad interpretativa, “Limón de Oro”, revelación y consagración en el Festival Internacional de Piriapolis (R.O.U). Huéspedes de Honor de la República del Paraguay, mejor conjunto extranjero, en Inglaterra 1970, y fueron declarados patrimonio cultural de la provincia de Salta en 1982. Grabaron además en España y Alemania. Varios discos de oro y más de 60 grabaciones originales. En la década de 1990, los integrantes mantuvieron una disputa legal por el nombre del conjunto. Luego se reconoció el derecho legal según resolución judicial::Los Cantores del Alba para tomas Campos y Los Cantores del Alba hoy p/Julio Argañaraz y otros.así son los únicos nombres y personas con derecho a usar los nombres de fantasía correspondientes emitida por la justicia.El conjunto finaliza el 04/01/2001 cuando cierra por última vez sus ojos Tomás Tutú Campos. Luego hubo otras formaciones que utilizaban el nombre que hoy lleva a su nombre Sonia Moisés de Campos e hijos, que con otros integrantes (Osvaldo Robles, Javier Siares, Félix Bonilla, Roberto Aguirre) siguieron con el conjunto. Actualmente el nombre pertenece a C Brizuela.

## Premios y Reconocimientos[1]
- 1965 - Mástil de Oro
- Festival Internacional de Piriapolis - Limón de Oro
- Huéspedes de Honor de la República del Paraguay
- 1970 - Mejor Conjunto Extranjero - Inglaterra
- 1973 - Disco de Oro - Valses y Serenatas[2]
- 1982 - patrimonio cultural de la provincia de Salta

## Discografía[3]
- 1959 - Los Cantores del Alba I
- 1960 - Los Cantores del Alba II
- 1961 - Los Cantores del Alba III
- 1962 - Evocan Sus Grandes Éxitos
- 1962 - Amaneciendo Canciones
- 1962 - Trago De Sombra (EP)
- 1963 - En Alta Fidelidad
- 1965 - Cantemos Folklore
- 1965 - Los cantores del Alba traen novedades (EP)
- 1966 - Salta Carpera
- 1967 - Más Cantores
- 1967 - Presencia de los Cantores del Alba EP
- 1968 - Valses y Serenatas
- 1969 - Carta para una novia
- 1970 - Romántico... Valses y serenatas vol. 2
- 1971 - Al Pie de tu reja... Valses y serenatas vol. 3
- 1972 - Romántico... Valses y serenatas vol. 4
- 1973 - Los Creadores... Valses y serenatas vol. 5
- 1974 - Yo soy el Cantor del Alba
- 1974 - Ternura... Valses y serenatas vol. 6
- 1975 - Entre gauchos y mariachis
- 1976 - Al pie de tu ventana
- 1976 - Entre gauchos y mariachis vol. 2
- 1977 - Otra vez entre gauchos y mariachis
- 1977 - Siempre juntos entre gauchos y mariachis
- 1978 - Vivir cantando, vivir bailando
- 1979 - El Ángel del Bagualero
- 1980 - En cada esquina un cantor
- 1981 - Amanece el canto con los gallos
- 1982 - La suerte doy
- 1983 - Corazón de oro
- 1984 - Florece América
- 1986 - América canta en Salta integración
- 1987 - Los Cantores del Alba...Hoy
- 1988 - La historia de Los Cantores del Alba
- 1989 - Anillaco (Gota de Cielo)
- 1993 - La Vigencia de un Estilo
- 1996 - La Pura Verdad (Reeditado después como "Inigualables")

## Compilaciones
1. 1991 - Donde Comienza Salta
2. 1993 - Bodas de Oro
3. Inolvidables, Vol. 1 (1997)
4. Inolvidables, Vol. 2 (1997)
5. Valsecitos de Antes (1998)
6. Colección Altaya: Zamba De Vargas (1999)
7. Colección Altaya: Llorando Estoy (1999)
8. Anocheciendo Zambas: 40 Obras Fundamentales (2000)
9. Valsecitos de Oro (2005)
10. Serie Argentina Nuestra Tierra (2006)
11. 20 Grandes Éxitos (2007)
12. La Historia (1.ª Parte) (2007)
13. La Historia del Folklore 2.ª Parte (2008)
14. Salteños (2009)
15. Los Más Grandes Éxitos de... (2011)
16. Valses Y Serenatas: Edición 1992 (2011)
17. Argentina Canta Así (2011)
18. Nostalgias Carperas LP o Edición CD (2012)
19. Colección Platino (2012)

## Filmografía parcial
- Cosquín, amor y folklore (1965) dir. Delfor María Beccaglia